# Tópaga (ort)
Tópaga är en ort i Colombia.   Den ligger i departementet Boyacá, i den centrala delen av landet, 190 km nordost om huvudstaden Bogotá. Tópaga ligger 3 068 meter över havet och antalet invånare är 1 014.
Terrängen runt Tópaga är huvudsakligen kuperad, men åt nordost är den bergig. Runt Tópaga är det ganska glesbefolkat, med 30 invånare per kvadratkilometer. Närmaste större samhälle är Sogamoso, 13,0 km väster om Tópaga. Trakten runt Tópaga består i huvudsak av gräsmarker.